# Alfredo Diatto

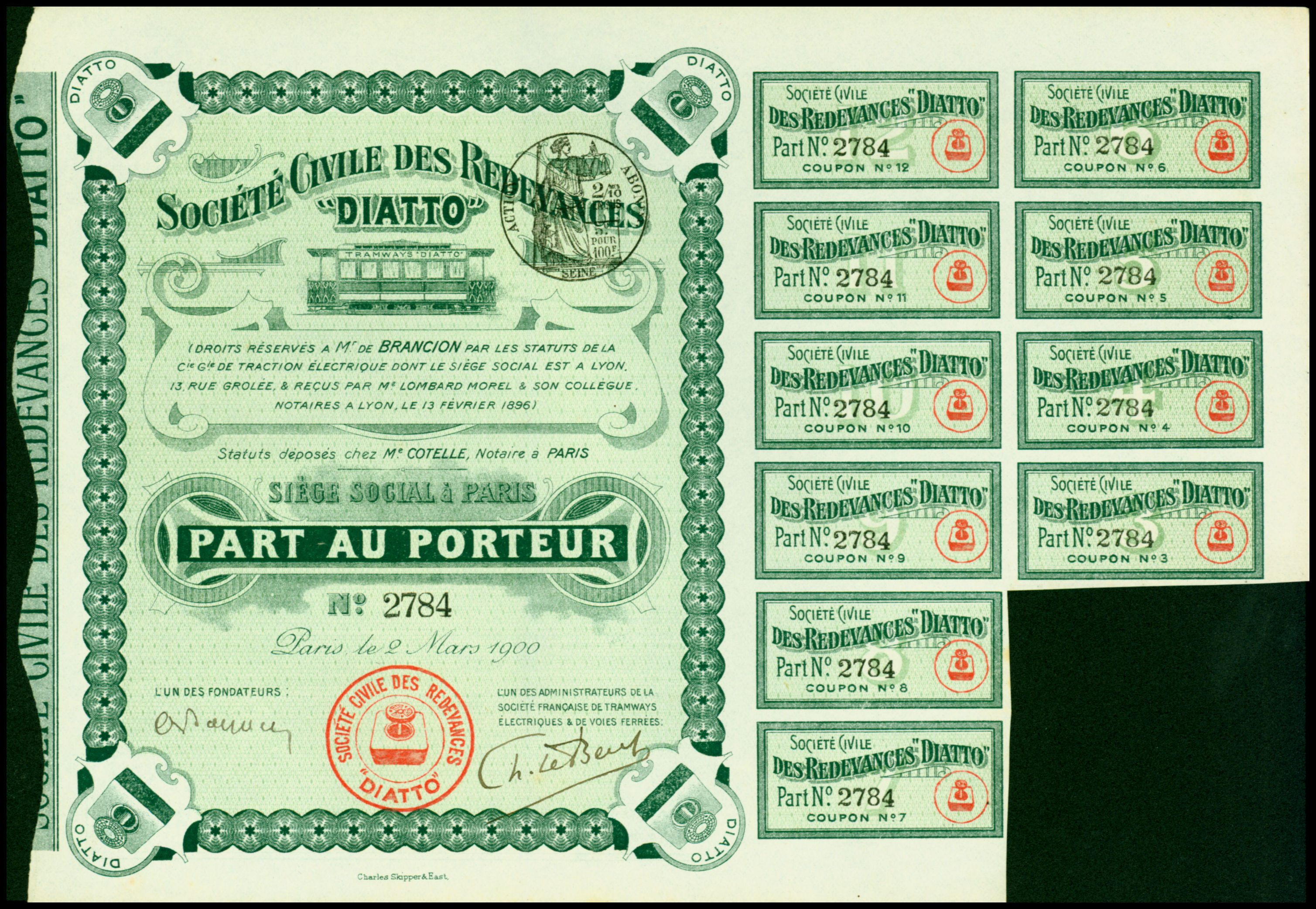
Action de la Soc. Civile des Redevances "Diatto" en date du 2. Mars 1900

Alfredo Diatto était un ingénieur basé à Turin en Italie. Il est l'inventeur d'un système d'alimentation par le sol pour tramways électriques, dit système d'alimentation superficiel,. 
Les premières applications du système « Diatto » ont lieu à Tours, Paris en 1898 et Lorient en 1900, avec la collaboration de Louis Marie Jousserand de Raguet de Brancion de Liman.
Le système Diatto a disparu vers 1905, à la suite de dysfonctionnements et de la lourde infrastructure qu'il exigeait. Environ 20 000 plots ont été installés en France.
Pour exploiter l'invention, une société avait été créée à Lyon en 1896, la Société civile des redevances Diatto

## Le système « Diatto »
Il consiste en un ensemble de plots, installés entre les rails et alimentant le tramway à son passage.
Ces plots coulissent verticalement se lèvent de quelques centimètres et sont en contact avec la prise de courant située sous le tramway. Les plots baignent dans du mercure qui assure la continuité du contact électrique.
Les plots sont actionnés par un système d'aimants alimentés par une batterie d'accumulateurs située sur le véhicule de tramway.

## Les applications du système « Diatto »
Le système a été appliqué sur les réseaux suivants
- Compagnie des tramways de Tours[6]
- Compagnie des tramways électriques de Vanves à Paris et extensions
- Compagnie des tramways de l'Est parisien
- Compagnie des tramways de l'ouest parisien
- Compagnie électrique des tramways de la rive gauche de Paris
- Tramway de Lorient

## Alimentation
La prise de courant est constituée par un frotteur. La polarité des plots est positive, la polarité des rails est négative et assure le retour du courant.